# Resultados do Carnaval de Cabo Frio em 2009
Resultados do Carnaval de Cabo Frio em 2009.

## Grupo Especial
| Pos | Escolas              | Pts   | Classificação ou rebaixamento | Ref   |
| --- | -------------------- | ----- | ----------------------------- | ----- |
| 1   | Império de Cabo Frio | 198,1 | Campeã de 2009                | [ 1 ] |
| 2   | Paz e Harmonia       | 197,4 |                               | [ 1 ] |
| 3   | Flor da Passagem     | 197,4 | [ 1 ]                         |       |
| 4   | Em Cima da Hora      | 197,3 | [ 1 ]                         |       |
| 5   | Vermelho e Branco    | 196,2 | [ 1 ]                         |       |
| 6   | Antiga Abissínia     | 191,6 | [ 1 ]                         |       |
| 7   | Banda da Cidade      | 191,6 | Grupo de acesso A em 2010     | [ 1 ] |

## Grupo de acesso A
| Pos | Escolas               | Pts   | Classificação ou rebaixamento | Ref   |
| --- | --------------------- | ----- | ----------------------------- | ----- |
| 1   | Sol a Sol             | 200,1 | Grupo Especial em 2010        | [ 1 ] |
| 2   | Renascer de Cabo Frio | 197,5 |                               | [ 1 ] |
| 3   | AquArius              | 194,9 | [ 1 ]                         |       |
| 4   | União dos Bairros     | 192,9 | [ 1 ]                         |       |
| 5   | Tamoios               | 172,6 | Grupo de acesso B em 2010     | [ 1 ] |

## Grupo de acesso B
| Pos | Escolas             | Pts   | Classificação ou rebaixamento | Ref   |
| --- | ------------------- | ----- | ----------------------------- | ----- |
| 1   | Unidos da Esperança | 197,2 | Grupo de acesso A em 2010     | [ 1 ] |
| 2   | Arrastão da GB      | 196   |                               | [ 1 ] |
| 3   | Cabeçorra           | 195,2 | [ 1 ]                         |       |
| 4   | Jardim Esperança    | 195   | [ 1 ]                         |       |